# レジェンズ (野球チーム)
レジェンズは、埼玉県所沢市に本拠地を置き、日本野球連盟に加盟する社会人野球のクラブチームである。

## 概要
2003年秋に活動を開始し、2005年3月11日付けで日本野球連盟に新規登録された。
まだこれといった大きな戦果は上がっていないが、現役高校生（自校の野球部に加入していない生徒）がメンバーに入っているなど、非常に若いチームづくりで、クラブチーム激戦区の埼玉県において成長を続けている。

## 設立・沿革
- 2003年 - 活動開始
- 2004年 - クラブ創立
- 2005年3月 - 日本野球連盟に加盟